# 原安平陳保正厝
原安平陳保正厝，為台南市安平區安平老街的一棟街屋，原為日治時期安平仕紳陳織雲的宅第，其曾擔任安平地區的第六保保正。1994年延平街拓寬時，將本建築的前落拆除，現僅存中、後落，但仍為安平老街至今僅有的完整街屋建築，
並由陳氏後代使用至2005年，後來過戶予他人，2006年登錄為台南市歷史建築，2010年修復完工，將原本的立面瓷磚改為木格扇。

## 介紹
陳織雲

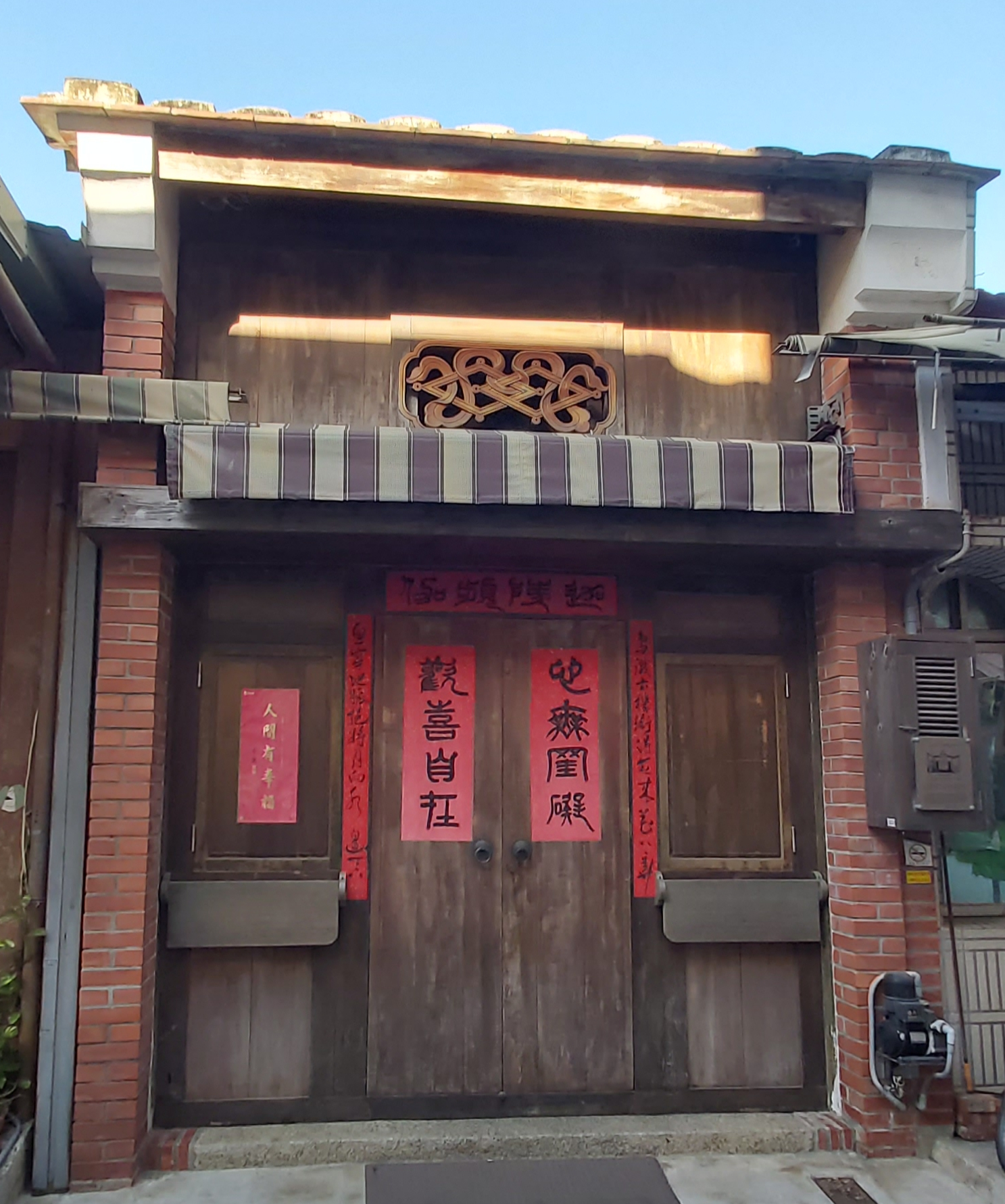
安平陳保正厝正面

陳織雲生於1861年，為陳氏家族渡臺的第一代，其在在光緒年間隨水軍首次來臺駐防安平，曾被授予保舉五品軍功。陳織雲返回福建原籍後離開軍職，之後便來臺創業，居住在原安平陳保正厝現址。其購置現成的舊屋，取店名「恒吉商號」，經營米糧南北雜貨，並在金門館（私塾）擔任教席。1902年，陳織雲擔任安平地區的第六保保正，事業有成後，將鄰房購下並將兩戶打通。安平傳有一句順口溜「安平保正，陳先生、何仔慶」，其中的陳先生便是指陳織雲。
陳織雲過世後很長一段時間，子孫分產將陳保正厝分成兩戶，此歷史建築屬於西半部。